# Малые жанры фольклора

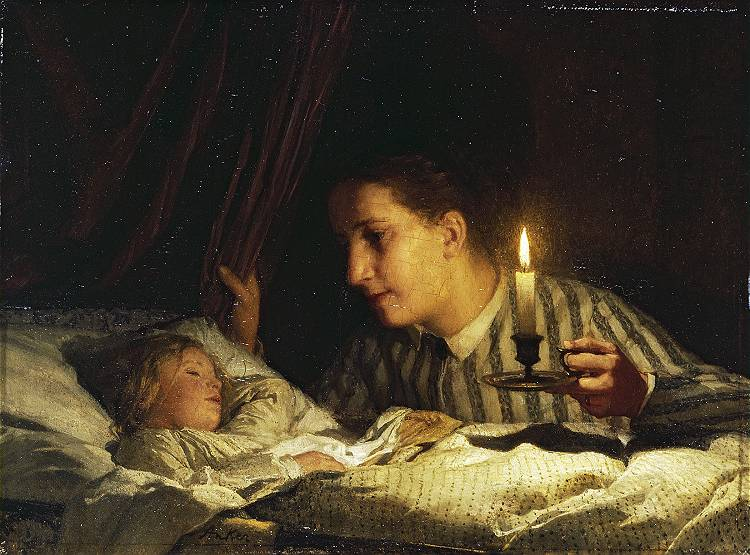
Колыбельная — один из малых жанров фольклора. Картина Альберта Анкера.

Ма́лые жа́нры фолькло́ра — это небольшие по объёму фольклорные произведения. Такие народные произведения пришли в жизнь человека очень рано, задолго до овладения речью и письмом.

## Виды малых жанров фольклора

### Колыбельная песня
Колыбельная песня — один из древнейших жанров фольклора, на что указывает тот факт, что в нём сохранились элементы заговора-оберега. Люди верили, что человека окружают таинственные враждебные силы, и если ребёнок увидит во сне что-то плохое, страшное, то наяву это уже не повторится. Вот почему в колыбельной можно найти «серенького волчка» и других пугающих персонажей. Позже колыбельные песни утрачивали магические элементы, приобретали значение доброго пожелания на будущее. Итак, колыбельная песня — песня, с помощью которой убаюкивают ребёнка. Поскольку песня сопровождалась мерным покачиванием ребёнка, в ней очень важен ритм.

### Пестушка
Пестушка (от слова пестовать, то есть нянчить, холить) — короткий стихотворный напев нянюшек и матерей, каким они сопровождают действия ребёнка, которые он совершает в самом начале своей жизни. Например, когда ребёнок проснётся, мать гладит, ласкает его, приговаривая:
Потягунюшки, порастунюшки,

Поперёк толстонюшки

А в ручки хватюнюшки,

А в роток говорок,

А в головку разумок.
Когда ребёнок начинает учиться ходить, говорят:
Большие ноги

Шли по дороге:

Топ, топ, топ,

Топ, топ, топ.

Маленькие ножки

Бежали по дорожке:

Топ, топ, топ, топ,

Топ, топ, топ, топ!

### Потешка
Потешка — элемент педагогики, песенка-приговорка, сопутствующая игре с пальцами, руками и ногами ребёнка. Потешки, как и пестушки, сопровождают развитие детей. Небольшие стишки и песенки позволяют в игровой форме побудить ребёнка к действию, одновременно производя массаж, физические упражнения, стимулируя моторные рефлексы. В этом жанре детского фольклора заложены стимулы к обыгрыванию сюжета с помощью пальцев (пальчиковые игры или Ладушки), рук, мимики. Потешки помогают привить ребёнку навыки гигиены, порядка, развить мелкую моторику и эмоциональную сферу.
Примеры
| «Сорока» Сорока-ворона, (водя пальчиком по ладошке) Сорока-ворона, Деткам отдала. (загибают пальчики) Этому дала, А этому не дала: — Зачем дров не пилил? — Зачем воду не носил? | «Сорока» (вариант, фигурирующий в мультфильме «Песенка мышонка»): Сорока-ворона Кашу варила, Деток кормила: Этому дала, А этому не дала. | «Ладушки» (на ударных слогах хлопают в ладоши) Ладушки-ладушки, где были? У бабушки! А что ели? Кашку! А что пили? Бражку! Кашка масленька! Бражка сладенька! (Бабушка добренька!) Попили, поели, ш-у-у-у… Шуууу!!! (Домой) Полетели! На головку сели! («Ладушки» запели) Сели посидели, Дальше (Домой) полетели!!! |

## Прибаутка
Прибаутка (от баять, то есть рассказывать) — стихотворная короткая весёлая история, которую рассказывает мама своему ребёнку, например:
Сова, совинька, сова,

Большая голова,

На колу сидела,

В стороны глядела,

Головой вертела.

## Пословицы и поговорки
Это краткое мудрое изречение, имеющее поучительный смысл, заключающее в себе законченную мысль, житейскую мудрость.
- Дорога́ ложка к обеду.
- Волка бояться — в лес не ходить.
- Рыбак рыбака видит издалека.
- Без труда не вытащишь и рыбку из пруда.
- У страха глаза велики.
- Глаза боятся, а руки делают.
- Под лежачий камень вода не течёт.
- Не надобен клад, коли в семье лад.
- Не имей 100 рублей, а имей 100 друзей.
- Старый друг лучше новых двух.
- Друзья познаются в беде.
- Знал бы, где упадёшь — соломки бы подстелил.
- Мягко стелет, да жёстко спать.
- Родина — мать, умей за неё постоять.
- Семеро одного не ждут.
- За двумя зайцами погонишься — ни одного не поймаешь.
- Пчела мала, но и та работает.
- Хлеб всему голова.
- В гостях хорошо, а дома лучше.
- Волка ноги кормят.
- Дело мастера боится.

## Игры
Для игр были специальные песни. Игры могли быть:
- целовальные. Как правило, в эти игры играли на вечерках и посиделках (обычно заканчивались поцелуем молодого парня и девушки);
- обрядовые. Такие игры были свойственны какому-то обряду, празднику. Например, масленичные гулянья (характерные забавы: снятие приза с верхушки столба, перетягивание каната, соревнования на ловкость, силу);
- сезонные. Особо распространены среди детей, особенно в зимнее время. Играли в так называемые «Согревалки»: ведущий показывает какие-либо движения, а все остальные повторяют. Либо традиционные «воротики» и «ручеёк».

Пример целовальной игры:

### Селезень
Селезень утку загонял,

Молодой серу загонял,

Пойди, Утица, домой,

Пойди, Серая, домой,

Утя семеро детей,

А восьмой Селезень,

А девятая сама,

Поцелуй разок меня!
В этой игре «Утка» становилась в центр круга, а «Селезень» снаружи, и играли подобно игре «кошки-мышки». При этом стоящие в хороводе пытались не впускать в круг «селезня».

## Заклички
Заклички — один из видов закликательных песен языческого происхождения. Они отражают интересы и представления крестьян о хозяйстве и семье. Например, через все календарные песни проходит заклинание богатого урожая; для себя же дети и взрослые просили здоровья, счастья, богатства.
Заклички представляют собой обращение к солнцу, радуге, дождю и другим явлениям природы, а также к животным и особенно часто — к птицам, которые считались вестниками весны. Притом силы природы почитались как живые: к весне обращаются с просьбами, желают её скорейшего прихода, на зиму сетуют, жалуются.
Жаворонки, жавороночки!

Прилетите к нам,

Принесите нам лето теплое,

Унесите от нас зиму холодную.

Нам холодная зима надоскучила,

Руки, ноги отморозила.

## Считалка
Считалка — небольшой стишок, форма жеребьёвки, с помощью которой определяют, кто водит в игре. Считалка — элемент игры, который помогает установить согласие и уважение к принятым правилам. В организации считалки очень важен ритм.
Аты-баты, шли солдаты,

Аты-баты, на базар.

Аты-баты, что купили?

Аты-баты, самовар.

Аты-баты, сколько стоит?

Аты-баты, три рубля

Аты-баты, он какой?

Аты-баты, золотой.

Аты-баты, сколько стоит?

Аты-баты, три рубля.

Аты-баты, кто выходит?

Аты-баты, это я!

## Скороговорка
Скороговорка — фраза, построенная на сочетании звуков, затрудняющих быстрое произношение слов. Скороговорки ещё называют «чистоговорками», поскольку они способствуют и могут использоваться для развития дикции. Скороговорки бывают как рифмованные, так и нерифмованные.
Ехал грека через реку.

Видит грека: в реке рак,

Сунул грека руку в реку -

Рак за руку греку — цап!

Бык тупогуб, тупогубенький бычок, у быка губа бела была тупа.

От топота копыт пыль по полю летит.

## Загадка
Загадка, как и пословица, представляет собой краткое образное определение предмета или явления, но в отличие от пословицы она даёт это определение в иносказательной, нарочно затемнённой форме. Как правило, в загадке один предмет описывается через другой на основе схожих черт: «Висит груша — нельзя скушать» (лампа).
Загадка может представлять собой и простое описание предмета, например:
«Два конца, два кольца, а посередине гвоздик» (ножницы).
Это и народная забава, и испытание на смекалку, сообразительность.
Роль загадок и прибауток играли и небылицы-перевертыши, которые для взрослых предстают как нелепицы, для детей же — смешные истории о том, чего не бывает, например:
Из-за леса, из-за гор

Едет дедушка Егор.

Он на сивой на телеге,

На скрипучем на коне,

Топорищем подпоясан,

Ремень за пояс заткнут,

Сапоги нараспашку,

На босу ногу зипун.

## Общая история
Устное народное творчество (фольклор) существовало ещё в дописьменную эпоху. Произведения фольклора (загадки, скороговорки, небылицы и др.) передавались устно. Запоминали их со слуха. Это способствовало возникновению разных вариантов одного и того же фольклорного произведения.
Устное народное творчество представляет собой отражение жизни, быта, поверий древних людей. Произведения народного творчества с самого рождения сопровождают человека. Они способствуют формированию и развитию ребёнка.